# Korochi
Korochi é uma vila no distrito de Kolhapur, no estado indiano de Maharashtra.

## Demografia
Segundo o censo de 2001, Korochi tinha uma população de 18 136 habitantes. Os indivíduos do sexo masculino constituem 53% da população e os do sexo feminino 47%. Korochi tem uma taxa de literacia de 69%, superior à média nacional de 59.5%: a literacia no sexo masculino é de 76% e no sexo feminino é de 60%. Em Korochi, 14% da população está abaixo dos seis anos de idade.